# Streets of Philadelphia
Streets of Philadelphia è una canzone scritta e interpretata dal cantautore statunitense Bruce Springsteen, per la colonna sonora del film Philadelphia del 1993, pubblicata come singolo l'anno successivo.
Il brano ha ottenuto un notevole successo in molti paesi contribuendo a rilanciare la carriera di Spingsteen dopo qualche anno di appannamento artistico ed è stato premiato con l'Oscar alla migliore canzone e quattro Grammy Award. È inoltre stato inserito nell'AFI's 100 Years... 100 Songs, elenco che raccoglie le migliori canzoni dei film.

## Storia
Nei primi mesi del 1993, il regista di Philadelphia Jonathan Demme chiese a Springsteen di scrivere una canzone per la colonna sonora del film, e nel giugno del 1993, dopo la conclusione dell'"Other Band" Tour, il cantante compose il brano. È stato registrato con Springsteen che si è occupato di quasi tutta la strumentazione, mentre al basso e ai cori ci ha pensato il componente della "Other Band" Tommy Simms. Ulteriori parti di sassofono, e cori, di Ornette Coleman e di "Little" Jimmy Scott, sono stati registrati, ma mai utilizzati (se non in una breve sequenza del film quando Tom Hanks esce dall'ufficio di Denzel Washington).
Pubblicato nei primi mesi del 1994, come singolo principale estratto dalla colonna sonora del film, il brano ottenne un grande successo in tutta Europa e Nord America.
La canzone in realtà ha avuto più successo in Europa che negli Stati Uniti. Mentre negli Stati Uniti al suo apice ha raggiunto il nono posto della Billboard Hot 100, in Germania, Francia e Italia ha raggiunto la vetta delle rispettive classifiche. Inoltre è arrivata alla seconda posizione nel Regno Unito, diventando il singolo di maggior successo del cantante in Inghilterra.
Tra i molti riconoscimenti che la canzone ha ricevuto figurano l'Oscar alla migliore canzone nel 1994 e un Grammy Award alla miglior canzone rock nel 1995.

## Video musicale
Il videoclip del brano, diretto da Jonathan Demme assieme a suo nipote Ted, inizia mostrando Springsteen che cammina per le strade della città desolata di Filadelfia, alternando queste scene con altre prese dal film. Dopo una breve sequenza al Rittenhouse Park, il video si conclude con Springsteen che cammina lungo il fiume Delaware, con il Benjamin Franklin Bridge sullo sfondo. Nel video è possibile vedere Tom Hanks, nel ruolo che interpreta nel film, che guarda Springsteen, quando questi comincia a cantare l'ultimo verso della canzone.
La traccia vocale per il video è stata ri-registrata dal vivo durante le riprese, utilizzando un microfono nascosto, su una traccia strumentale preregistrata. Questa tecnica è stata scelta per rendere più intensa la carica emotiva del brano. Il primo ad utilizzare questa particolare tecnica era stato John Mellencamp nel video di Rain on the Scarecrow del 1985, che aveva ispirato, tra l'altro, anche Brilliant Disguise, altro video di Springsteen del 1987; in seguito Springsteen riprenderà ancora questa tecnica per il video Lonesome Day del 2002.

## Esibizioni dal vivo
Per via degli straordinari successi ottenuti dalla canzone nell'ambito dei premi, Springsteen ha suonato il brano dal vivo durante tre cerimonie di premiazione in prima serata: alla 66ª edizione degli Oscar nel marzo 1994, agli MTV Video Music Awards nel settembre 1994 e alla 37ª edizione dei Grammy Awards nel marzo 1995.
Nonostante sia uno dei maggiori successi di Springsteen, il brano è tuttavia apparso molto raramente nei suoi concerti. È stato suonato con regolarità in versione acustica unicamente durante il Solo Acoustic Tour tra la fine del 1995 e la metà del 1997. In seguito la canzone è diventata una rarità nei concerti, compiendo soltanto sporadiche apparizioni durante l'E Street Band Reunion Tour tra il 1999 e il 2000, e talvolta in alcuni tour seguenti.

## Tracce
7" Single CBS 660065-7
1. Streets of Philadelphia – 3:51
2. If I Should Fall Behind (Live) – 4:42

CD-Maxi CBS 660065-2
1. Streets of Philadelphia – 3:48
2. If I Should Fall Behind (Live) – 4:42
3. Growin' Up (Live) – 3:13
4. The Big Muddy (Live) – 4:11

- Le tracce dal vivo provengono dal concerto In Concert MTV Plugged pubblicato nel 1993

## Classifiche

### Classifiche settimanali
| Classifica (1994)                | Posizione massima |
| -------------------------------- | ----------------- |
| Australia                        | 4                 |
| Austria                          | 1                 |
| Belgio (Fiandre)                 | 2                 |
| Canada                           | 1                 |
| Danimarca                        | 1                 |
| Europa                           | 1                 |
| Finlandia                        | 3                 |
| Francia                          | 1                 |
| Germania                         | 1                 |
| Irlanda                          | 1                 |
| Italia                           | 1                 |
| Norvegia                         | 1                 |
| Nuova Zelanda                    | 3                 |
| Paesi Bassi                      | 5                 |
| Polonia                          | 1                 |
| Regno Unito                      | 2                 |
| Spagna                           | 1                 |
| Stati Uniti                      | 9                 |
| Stati Uniti (adult contemporary) | 3                 |
| Stati Uniti (mainstream rock)    | 3                 |
| Stati Uniti (pop)                | 13                |
| Stati Uniti (radio)              | 7                 |
| Svezia                           | 3                 |
| Svizzera                         | 2                 |

### Classifiche di fine anno
| Classifica (1994) | Posizione |
| ----------------- | --------- |
| Australia         | 39        |
| Austria           | 4         |
| Belgio (Fiandre)  | 8         |
| Canada            | 4         |
| Francia           | 5         |
| Germania          | 3         |
| Italia            | 3         |
| Nuova Zelanda     | 50        |
| Paesi Bassi       | 31        |
| Stati Uniti       | 54        |
| Svezia            | 13        |
| Svizzera          | 12        |

## Riconoscimenti
- 1994 - Premio Oscar
  - Migliore canzone
- 1994 - Golden Globe
  - Migliore canzone originale
- 1994 - MTV Movie Awards
  - Nomination Miglior canzone
- 1995 - Grammy Award
  - Canzone dell'anno
  - Miglior canzone rock
  - Miglior interpretazione vocale rock
  - Miglior canzone scritta per un film